# Maglić (Berg)
Der Maglić ist mit 2386 m der höchste Berg von Bosnien und Herzegowina. Er liegt auf der Grenze zu Montenegro im Dinarischen Gebirge, etwa 25 Kilometer Luftlinie südlich von Foča und 21 Kilometer nordöstlich von Gacko.

## Lage
Das Maglić-Massiv befindet sich im Südosten von Bosnien und Herzegowina bzw. im Nordwesten Montenegros zwischen den Tälern der Sutjeska im Westen sowie der Piva, einem Quellfluss der Drina, im Osten. Die Nordseite des Maglić liegt im Nationalpark Sutjeska und gehört zum Perućica-Reservat, das unter anderem einen der letzten Urwälder Europas umfasst. Die Quelle der Sutjeska befindet sich südwestlich des Berges. Der höchste Berg Montenegros, der Bobotov Kuk (2522 m) im Durmitor ist Luftlinie etwa 30 Kilometer entfernt; allerdings befindet sich zwischen beiden Gebirgsmassiven die tief eingeschnittene Piva-Schlucht.

## Alpinismus
Von Nordwesten her kann der Berg in einer Tagestour ab der Straße bestiegen werden. Eine nicht näher ausgeschilderte Abzweigung führt an einen Unterstand neben einer Schranke (Parkmöglichkeit). Von dort führt ein Wanderweg durch Wald und Wiesen auf ein Plateau, welches von Nordnordwest ebenfalls mit geländetauglichen Fahrzeugen erreichbar ist. Ab da steigt der Pfad in sporadischer Markierung zum Gipfel auf. Das Gelände ist brüchig, sodass bei reger Begehung auf Steinschlag zu achten ist.